# 康納·特瑞納
康納·特瑞納（英語：Conor Trainor；1989年12月5日—）是一位加拿大橄欖球運動員。他是加拿大國家橄欖球隊的一員。他曾随加拿大七人制橄榄球国家队参加2020年夏季奥林匹克运动会。